# Associazione Dilettantistica Pallacanestro Recanati
L'Associazione Dilettantistica Pallacanestro Recanati è la prima società di pallacanestro maschile della città di Recanati (MC) dopo la vendita del titolo sportivo della Unione Sportiva Basket Recanati alla Theate Basket Chieti. La sede è ubicata presso il Palasport Cingolani in Via F.lli Farina 9.
Fondata nel 2001, il sodalizio gialloblu disputa per la stagione 2024/25 il Campionato di Serie B interregionale. 

## Organigramma societario

### Consiglio direttivo
- Presidente: Stefano Ottaviani
- Vicepresidente: Michele Casali
- Consigliere: Marco Traducci
- Consigliere: Francesco Michelini
- Consigliere: Paolo Pierini
- Consigliere: Marco Tridenti
- Consigliere: Alessandro Tridenti
- Consigliere: Giuliano Tridenti
- Consigliere: Mauro Zazzini
- Consigliere: Luca Bitocchi

### Staff tecnico
- Capo Allenatore Serie C: Massimo Padovano
- Vice Allenatore Serie C: Morris Garotti
- Preparatore Fisico: Claudio Micheloni

## Palmarès
- Campionato di Serie C: 1

2023-2024

## Sponsor
Il main sponsor della società è la Svethia srl di Porto Recanati, azienda italiana leader nel settore dei rimborsi sulle cessioni del quinto. .
Altri sponsor sono la Rinnovar2.